# UFC Fight Night: Bader vs. Nogueira 2
UFC Fight Night: Bader vs. Nogueira 2 (også kendt som UFC Fight Night 125) var et MMA-stævne, produceret af Ultimate Fighting Championship, der blev afholdt den 19. november 2016 i Ginásio do Ibirapuera i São Paulo i Brasilien.

## Baggrund
Stævnet skulle oprindeligt have haft en letsværvægtskamp mellem tidligere 2 gange UFC-letsværvægtsmester-udfordrer Alexander Gustafsson og Antônio Rogério Nogueira Organisationen havde tidligere planlagt en hovedkamp mellem dem ved 2 forskellige lejligheder. Først i april 2012 ved UFC on Fuel TV: Gustafsson vs. Silva og igen i marts 2014 ved UFC Fight Night: Gustafsson vs. Manuwa. Begge gange meldte Nogueira afbud på grund af skader. Men den 30. september meldte Gustafsson afbud på grund af sin egen skade. Han blev erstattet af The Ultimate Fighter: Team Nogueira vs. Team Mir-letsværvægtsvinderen Ryan Bader. Bader besejrede Nogueira i deres tidligere kamp 6 år tidligere ved UFC 119 på en enstemmig afgørelse.
Danske Christian Colombo kæmpede ved dette stævne sin anden UFC-kamp hvor han tabte til brasilianske Luis Henrique i sværvægt via submission (guillotine choke) i 3. omgang efter 2. minutter og 12 sekunder.

## Bonus awards
De følgende kæmpere blev belønnet med $50,000 bonuser:
- Fight of the Night: Ingen
- Performance of the Night: Thomas Almeida, Cezar Ferreira, Gadzhimurad Antigulov and Pedro Munhoz

## International tv-transmittering
| Land    | Tv-kanal         |
| ------- | ---------------- |
| Denmark | Viaplay Fighting |
| Norway  | Viaplay Fighting |
| Sweden  | Viaplay Fighting |